# Nathan Hughes
Pour les articles homonymes, voir Hughes.

a Compétitions nationales et continentales officielles uniquement.

b Matchs officiels uniquement.
Dernière mise à jour le 10 janvier 2023.
Nathan Hughes, né le 10 juin 1991 à Lautoka (Fidji), est un joueur de rugby à XV international anglais d'origine fidjienne. Il joue avec le club japonais des Black Rams Tokyo en League One, et joue principalement au poste de troisième ligne centre (1,96 m pour 125 kg).

## Biographie
Nathan Hughes naît à Lautoka aux Fidji. Lors de sa jeunesse, il joue d'abord au hockey sur gazon, un sport que ses deux parents ont pratiqué,. Il ne commence la pratique du rugby à XV qu'à l'âge de 17 ans, avec son lycée de St Thomas High School de Lautoka,.
En 2008, il joue un match contre l'établissement néo-zélandais de la Kelston Boys' High School (en). Repéré par son talent, il reçoit une bourse d'études de la part de Kelston, et déménage en Nouvelle-Zélande pour terminer sa scolarité,.

## Carrière

### En club
Nathan Hughes suit sa formation rugbystique avec l'équipe de Kelston, tout en faisant partie de l'académie de la province d'Auckland.
Il fait ses débuts professionnels avec Auckland lors de la saison 2011 de National Provincial Championship (NPC),. Il joue deux saisons avec cette province, disputant dix-neuf rencontres. Il joue également au rugby à sept avec la province, disputant plusieurs tournois,.
En 2012, il joue avec l'équipe Development (espoir) de la franchise des Blues.
En 2013, il est recruté par le club anglais des Wasps évoluant en Premiership, où il a la lourde charge de succéder à Billy Vunipola, parti aux Saracens,. Grâce à sa puissance ballon en main, il devient rapidement un élément important du club,.
Après six saisons aux Wasps, il rejoint les Bristol Bears en 2019.
En janvier 2022, alors qu'il a perdu sa place de titulaire à Bristol, il est prêté jusqu'à la fin de la saison au Hartpury University R.F.C. en RFU Championship. Toutefois, après seulement un match disputé, il est rejoint le club de Bath Rugby en Premiership, toujours sous la forme d'un prêt,.
Plus tard en 2022, après avoir été en contact avec les London Irish ou l'ASM Clermont, il décide finalement de rejoindre le Japon,. Il s'engage alors avec les Black Rams Tokyo en League One.

### En équipe nationale
Nathan Hughes est éligible pour représenter les équipes nationales des Fidji, des Samoa, de Nouvelle-Zélande et de l'Angleterre. 
Il représente les Fiji Warriors (équipe des Fidji A) en 2013 lors de la Pacific Rugby Cup,. 
En 2016, il décide finalement de représenter l'Angleterre, pour des raisons financières. 
Il obtient sa première cape internationale avec l'équipe d'Angleterre le 12 novembre 2016 face à l'Afrique du Sud à Twickenham.
Il est devient par la suite un membre régulier de l'effectif anglais du sélectionneur Eddie Jones, en doublure de Billy Vunipola, jusqu'en 2019. En 2019, il n'est pas retenu pour la Coupe du monde au Japon, au profit de joueurs polyvalents comme Mark Wilson,. Il n'est rappelé en sélection par la suite, malgré de bonnes performances en club,.

## Palmarès

### En club
- Finaliste de la Premiership en 2017 avec les Wasps.

- Vainqueur du Challenge européen en 2020 avec Bristol.

### En équipe nationale
- Vainqueur du Tournoi des Six Nations en 2017.

## Statistiques en équipe nationale
Au 10 janvier 2023, Nathan Hughes compte 22 sélections depuis sa première cape internationale avec l'équipe d'Angleterre le 12 novembre 2016 face à l'Afrique du Sud.
Sur ces rencontres, onze sont disputées dans le cadre du Tournoi des Six Nations, où il participe aux éditions 2017, 2018 et 2019.